# Wong Chun-ting
Wong Chun-ting (Chinees: 黃鎮廷; Hongkong, 7 september 1991) is een Hongkongs professioneel tafeltennisser. Hij speelt rechtshandig, met de penhoudersgreep. Wong is zijn achternaam.
Hij vertegenwoordigde zijn land op de Olympische Zomerspelen van 2016 en 2020 maar won daar geen medailles.

## Belangrijkste resultaten
- Brons op de gemengd dubbel op de wereldkampioenschappen 2023 met Doo Hoi Kem.
- Brons op de gemengd dubbel op de wereldkampioenschappen 2017 met Doo Hoi Kem.
- Brons op de gemengd dubbel op de wereldkampioenschappen 2015 met Doo Hoi Kem.